# Carl Herrmann-Debroux
Carl Henry Herrmann-Debroux (Sint-Joost-ten-Node 5 december 1877 - Sint-Lambrechts-Woluwe 27 februari 1965) was burgemeester van Oudergem van 1912 tot 1921, dus volop tijdens de Eerste Wereldoorlog.

## Levensloop
Hij had een Duitse vader - afkomstig uit Lüneburg - en een Belgische moeder en zijn familienaam bij de geboorte was Herrmann. Hij studeerde aan de ULB rechten en werd advocaat in Brussel. Hij was bevriend met Adolphe Max, burgemeester van Brussel en eveneens advocaat en oud-student van de ULB.
In 1907 werd Herrmann verkozen tot gemeenteraadslid in Oudergem voor de Liberale Partij. In 1912 werd hij er burgemeester. Tijdens de Eerste Wereldoorlog trok hij zich de organisatie van hulpbehoevende inwoners van zijn gemeente aan. Herrmann werkte hiertoe samen met Adolphe Max om de oorlogsproblemen in Brussel samen aan te pakken, over de gemeentegrenzen heen. Om de Duitse origine weg te werken in zijn naam gebruikte hij van de ene dag op de andere de dubbele familienaam Herrmann-Debroux (1915). Debroux was de familienaam van zijn echtgenote Jeanne.
Na de oorlog werd Hermann-Debroux geen burgemeester van Oudergem na de verkiezingen van 1921. In 1936 verhuisde hij naar Sint-Lambrechts-Woluwe.

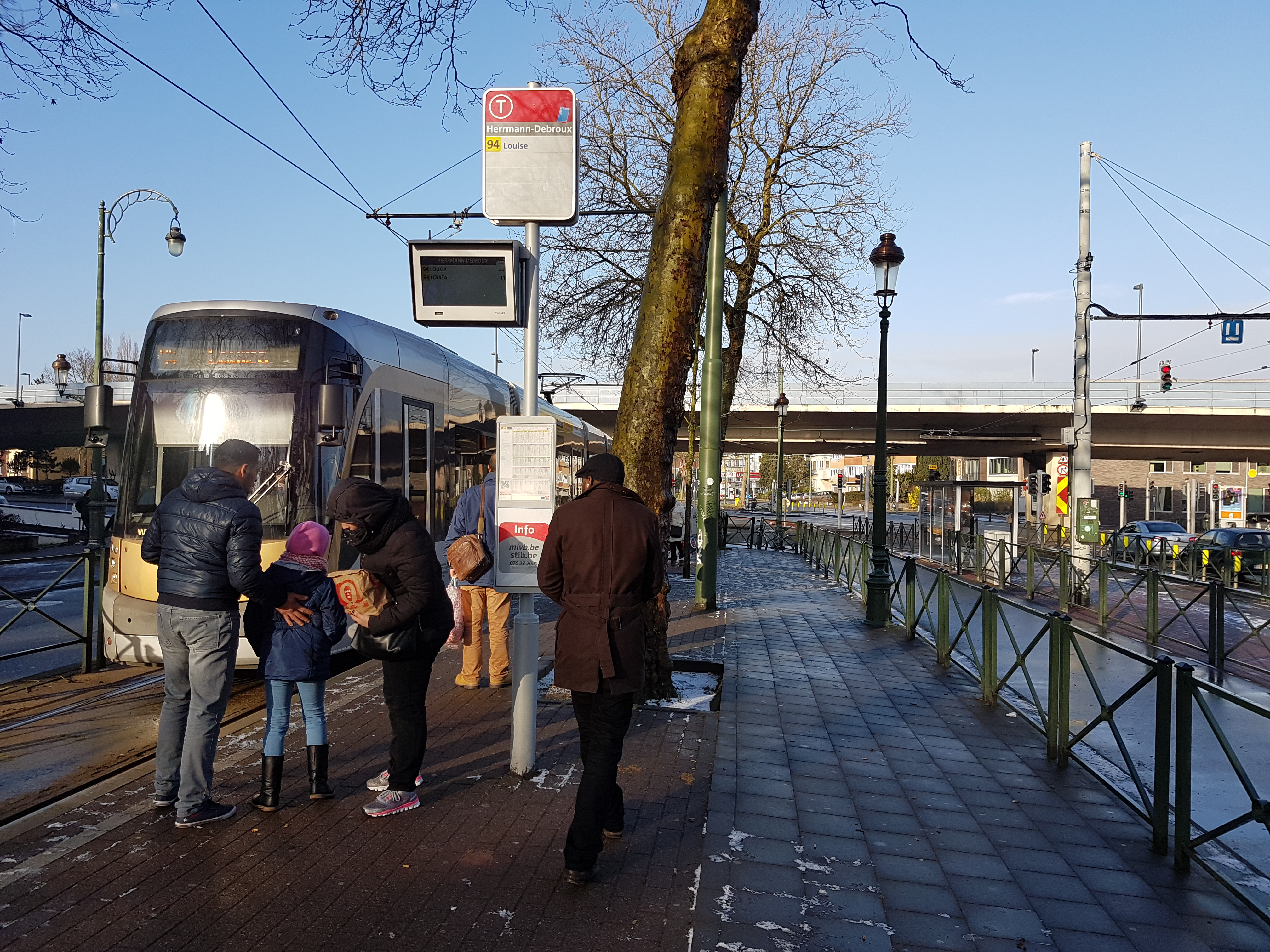
Laan, viaduct, metrostation en tramhalte dragen zijn naam in Oudergem

## Plaatsnamen
In de gemeente Oudergem zijn ter herinnering de volgende locaties vernoemd naar deze burgemeester:
- Herrmann-Debrouxlaan, parallel met het viaduct.
- Herrmann-Debrouxviaduct voor gemotoriseerd verkeer.
- Metrostation Herrmann-Debroux uitgebaat door de MIVB.
- Tram- en bushalte Herrmann-Debroux in de nabije omgeving van het metrostation.